# Аркесилай
Аркесилай (греч. Ἀρκεσίλαος, лат. Arkesilaos; ок. 315 до н. э., Питана, Эолида — ок. 240 до н. э., Афины) — древнегреческий философ, глава второй (Средней) академии (см. Платонизм) в 270–241 гг. до н. э.
Придал школе скептическое направление, проповедуя «воздержание от суждения» (ἐποχή); только вероятное, считал он, находится в пределах достижимого, и его достаточно для жизни.
Получив основательное образование и прослушав беседы перипатетика Феофраста и академика Крантора, он выработал под влиянием философии Пиррона особое скептическое мировоззрение, опровергавшее учение стоиков и состоявшее в том, что (в мире) не существует неоспоримого критерия для определения истины и что всякое положение может быть оспариваемо теми или другими доводами, которые тоже кажутся вероятными; поэтому достижение абсолютно истинного недоступно человеческому сознанию, и, следовательно, необходимо ограничиться одним только вероятным, что, по учению Аркесилая, является вполне достаточным для практической нашей деятельности.
Основное внимание Аркесилай уделял критике стоицизма и его основателя Зенона Китийского. Стоики считали, что достоверно лишь то, что познано разумом, но само познание начинается с чувственного восприятия, которое формирует образ предмета. Вследствие восприятия этого образа формируется сознательное представление о соответствующем объекте, оцениваемое разумом. Сами представления нельзя рассматривать как истинные или ложные, так можно оценивать лишь их субъективную оценку. Стоики ввели понятие каталептического представления (от др.-греч. κατάληψις — схватывание, удерживание), которое истинно, не может быть ложным в принципе и не может исходить от несуществующего. Самоочевидная истина, которая принуждает признать себя, уверовать, отбросить сомнения.
Аркесилай использует рассуждения самих стоиков: поскольку соглашаться или нет можно лишь с суждением, но не представлением, то оценивать каталептическое представление недопустимо. Самоочевидность как критерий не выдерживает критики: любое восприятие может быть ложным.
В жизни представлял новый тип скептика. Пиррон был солиден и уважаем обществом, Тимон — саркастичен, Аркесилай же был светским человеком, уделяющим большое внимание изобразительным искусствам и поэзии. Был известен независимостью и благородством характера.
Как и Пиррон, не писал своих трудов, его мысли сохранял Лакид.